# Provincia de Manica
Manica es una provincia de Mozambique, fronteriza con la de Manicalandia en la vecina República de Zimbabue. 
Tiene una superficie de 62.272 km² y una población de 1 945 994 habitantes en 2017. Chimoio es su capital.
En la provincia se encuentra el Monte Binga, que con sus 2.436 m s. n. m. constituye el punto más elevado de todo Mozambique.

## Referencias

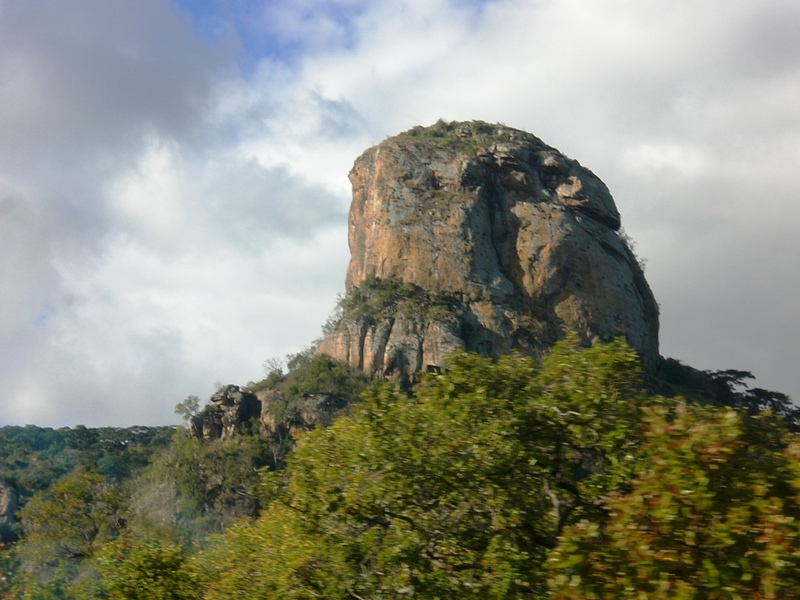
Monte Calinga

## Distritos con población en agosto de 2017
- Báruè 185,179
- Chimoio 372,821
- Gondola 201,735
- Guro 96,930
- Macate 85,062
- Machaze 129,099
- Macossa 48,648
- Manica 225,000
- Mossurize 219,551
- Sussundenga 168,200
- Tambara 54,948
- Vanduzi 124,064

La componen nueve distritos.
- Bárue, sede Catandica.
- Gondola
- Guro
- Machaze, sede Mitobe.
- Macossa
- Manica
- Mossurize, sede Espungabera.
- Sussundenga
- Tambara, sede Nhacolo.